# 잔 피에로 가스페리니
잔 피에로 가스페리니(이탈리아어: Gian Piero Gasperini, 1958년 1월 26일 ~ )는 이탈리아의 전 축구 선수이자 현 축구 지도자로 현재 세리에 A의 로마의 감독직을 맡고 있다.

## 선수 시절
1976년 유벤투스 FC 입단을 통해 프로에 입문한 후 1993년 은퇴할 때까지 17년간 프로 선수로 활동했고 특히 팔레르모 FC와 델피노 페스카라 등에서 오랜 기간동안 활약하며 팔레르모의 1978-79 시즌 코파 이탈리아 준우승, 델피노 페스카라의 1986-87 시즌 세리에 B 공동 우승에 기여했다.

## 지도자 경력

### 아탈란타 BC
선수 은퇴 후 유벤투스 FC 유스팀, FC 크로토네, 제노아 CFC, 인테르 밀란, 팔레르모 FC 등의 사령탑을 역임해오다가 2016-17 시즌을 앞두고 아탈란타 BC의 감독으로 취임하여 첫 시즌인 2016-17 시즌에서 리그 4위로 27년만의 유로파리그 진출을 이끌었다.
그러더니 2018-19 시즌에서는 1995-96 시즌 이후 23년만에 코파 이탈리아 결승 진출 및 준우승을 이끌었고 세리에 A 2018-19에서도 3위의 성적으로 창단 112년만의 첫 UCL 진출이라는 쾌거를 이뤄냈다.
그리고 여기에서 멈추지 않고 2019-20년 UEFA 챔피언스리그에서도 8강 진출이라는 구단 역사상 UEFA 챔피언스리그 역대 최고 성적을 이끈 뒤 2020-21 시즌 코파 이탈리아에서도 팀을 2시즌만에 준우승까지 올려놓았다.
이후 2023-24년 UEFA 유로파리그에서도 창단 첫 유럽 클럽 대항전 결승 진출도 모자라 결승전에서도 51경기 연속 무패 행진을 이어가던 바이어 레버쿠젠마저 꺾으며 창단 117년만의 첫 유럽 클럽 대항전 정상 등극이자 1962-63 시즌 코파 이탈리아 우승 이후 61년만의 메이저 대회 정상 등극을 이끌었다.

## 대회 성적

### 클럽 (선수)
팔레르모 FC
- 코파 이탈리아 : 준우승 (1978-79)

델피노 페스카라
- 세리에 B : 우승 (1986-87 / 공동 우승)

### 클럽 (지도자)
FC 크로토네
- 레가 프로 프리마 디비시오네 : 준우승 (2003-04 B)

제노아 CFC
- 세리에 B : 3위 (2006-07)

아탈란타 BC
- 세리에 A : 3위 (2018-19, 2019-20, 2020-21), 4위 (2016-17)
- 코파 이탈리아 : 준우승 (2018-19, 2020-21, 2023-24), 4강 (2017-18)
- UEFA 유로파리그 : 우승 (2023-24)

## 감독 통계
2019년 5월 26일  기준
| 팀               | 시작            | 까지            | 기록 | 기록 | 기록 | 기록 | 기록   | 기록 |
| 팀               | 시작            | 까지            | 경기 | 승   | 무   | 패   | 승률   |      |
| ---------------- | --------------- | --------------- | ---- | ---- | ---- | ---- | ------ | ---- |
| 크로토네         | 2003년          | 2006년          | 127  | 54   | 34   | 39   | 042.52 |      |
| 제노아           | 2006년          | 2010년 11월 8일 | 186  | 80   | 46   | 60   | 043.01 |      |
| 인테르나치오날레 | 2011년 6월 24일 | 2011년 9월 21일 | 5    | 0    | 1    | 4    | 000.00 |      |
| 팔레르모         | 2012년 9월 16일 | 2013년 2월 4일  | 21   | 3    | 7    | 11   | 014.29 |      |
| 팔레르모         | 2013년 2월 24일 | 2013년 3월 11일 | 2    | 0    | 1    | 1    | 000.00 |      |
| 제노아           | 2013년 9월 29일 | 2016년 6월 14일 | 110  | 40   | 28   | 42   | 036.36 |      |
| 아탈란타         | 2016년 6월 14일 | 2025년 6월 1일  | 438  | 228  | 101  | 109  | 052.05 |      |
| 로마             | 2025년 6월 1일  | 현재            | 0    | 0    | 0    | 0    | —      |      |
| 합계             | 합계            | 합계            | 886  | 409  | 211  | 266  | 46.16  |      |